# Émile Laffon
Émile Laffon (* 20. Juni 1907 in Carcassonne; † 20. August 1957 in Paris) war ein französischer Rechtsanwalt und Politiker.

## Leben
Er studierte in Béziers, Nîmes und Paris Bergingenieurwesen und Jura und war von 1935 bis 1939 als Anwalt zugelassen.
Von 1943 bis 1944 vertrat er unter dem Decknamen Lachaux das Französische Nationale Befreiungskomitee gegenüber dem Nationalen Widerstandsrat in Algier. Nach der Libération arbeitete er als Ministerialdirektor im Innenministerium. 1945 übernahm er als Generalverwalter den Aufbau und die Leitung der Militärverwaltung in der Französischen Besatzungszone. Differenzen mit dem Oberkommandierenden Marie-Pierre Kœnig veranlassten ihn, 1947 zurückzutreten.
Von 1947 bis 1952 war er Präsident des Verwaltungsrates der nordfranzösischen Steinkohlebergwerke. Er war Président-directeur général der Bergbauunternehmen Le Nickel, Compagnie Française des Minerais d'Uranium und Société des Mines de Fer de Mauritanie.
Laffon starb an einer Hirnblutung.